# Élections législatives de 1993 dans la Creuse
Les élections législatives françaises de 1993 se déroulent les 21 et 28 mars 1993. Dans le département de la Creuse, deux députés sont à élire dans le cadre de deux circonscriptions.

## Élus
| Circonscription | Député sortant  | Parti | Parti | Député élu ou réélu | Parti | Parti         |
| --------------- | --------------- | ----- | ----- | ------------------- | ----- | ------------- |
| 1re             | André Lejeune   |       | PS    | Bernard de Froment  |       | RPR           |
| 2e              | Gaston Rimareix |       | PS    | Jean Auclair        |       | Divers droite |

## Positionnement des partis
Les candidats d'alliance RPR-UDF et divers droite se présentent sous la bannière de l'Union pour la France et ceux du Parti socialiste derrière l'Alliance des Français pour le Progrès. Enfin, Les Verts et Génération écologie s'unissent sous l'étiquette Entente des écologistes.

## Résultats

### Résultats à l'échelle du département
| Parti          | Parti                                 | Premier tour | Premier tour | Second tour | Second tour | Sièges |
| Parti          | Parti                                 | Voix         | %            | Voix        | %           | Sièges |
| -------------- | ------------------------------------- | ------------ | ------------ | ----------- | ----------- | ------ |
|                | Rassemblement pour la République      | 17 610       | 24,92        | 19 402      | 26,07       | 1      |
|                | Divers droite                         | 10 546       | 14,93        | 23 232      | 31,22       | 1      |
|                | Union pour la démocratie française    | 7 384        | 10,45        | Retrait     | Retrait     | 0      |
|                | Union pour la France                  | 35 540       | 50,30        | 42 634      | 57,30       | 2      |
|                |                                       |              |              |             |             |        |
|                | Parti socialiste                      | 17 707       | 25,06        | 31 777      | 42,70       | 0      |
|                | Alliance des Français pour le progrès | 17 707       | 25,06        | 31 777      | 42,70       | 0      |
|                |                                       |              |              |             |             |        |
|                | Génération écologie                   | 1 541        | 2,18         |             |             | 0      |
|                | Les Verts                             | 1 416        | 2,00         | 0           |             |        |
|                | Entente des écologistes               | 2 957        | 4,18         |             |             | 0      |
|                |                                       |              |              |             |             |        |
|                | Parti communiste français             | 6 840        | 9,68         |             |             | 0      |
|                | Front national                        | 3 772        | 5,34         | 0           |             |        |
|                | Extrême gauche dont SÉGA              | 2 363        | 3,34         | 0           |             |        |
|                | Le Trèfle - Les nouveaux écologistes  | 1 480        | 2,09         | 0           |             |        |
|                |                                       |              |              |             |             |        |
| Inscrits       | Inscrits                              | 107 763      | 100,00       | 107 762     | 100,00      | 2      |
| Abstentions    | Abstentions                           | 32 922       | 30,55        | 28 435      | 26,39       |        |
| Votants        | Votants                               | 74 841       | 69,45        | 79 327      | 73,61       |        |
| Blancs et nuls | Blancs et nuls                        | 4 182        | 5,59         | 4 916       | 6,2         |        |
| Exprimés       | Exprimés                              | 70 659       | 94,41        | 74 411      | 93,8        |        |

### Résultats par circonscription

#### Première circonscription (Guéret)
| Candidat       | Candidat               | Parti          | Premier tour | Premier tour | Second tour | Second tour |  |
| Candidat       | Candidat               | Parti          | Voix         | %            | Voix        | %           |  |
| -------------- | ---------------------- | -------------- | ------------ | ------------ | ----------- | ----------- |  |
|                | André Lejeune sortant  | PS (ADFP)      | 8 736        | 25,53        | 16 894      | 46,55       |  |
|                | Bernard de Froment élu | RPR            | 8 139        | 23,78        | 19 402      | 53,45       |  |
|                | Pierre-Henri Gaudriot  | UDF (CDS)      | 7 384        | 21,58        | Retrait     | Retrait     |  |
|                | Raymond Labrousse      | PCF            | 4 192        | 12,25        |             |             |  |
|                | Marie de La Chapelle   | FN             | 1 995        | 5,83         |             |             |  |
|                | Olivier Warin          | GÉ (EÉ)        | 1 541        | 4,5          |             |             |  |
|                | Jean-Paul Fourgeaud    | SÉGA           | 1 414        | 4,13         |             |             |  |
|                | Dominique Chabrier     | LT-LNÉ         | 821          | 2,4          |             |             |  |
|                |                        |                |              |              |             |             |  |
| Inscrits       | Inscrits               | Inscrits       | 53 815       | 100,00       | 53 818      | 100,00      |  |
| Abstentions    | Abstentions            | Abstentions    | 17 513       | 32,54        | 15 030      | 27,93       |  |
| Votants        | Votants                | Votants        | 36 302       | 67,46        | 38 788      | 72,07       |  |
| Blancs et nuls | Blancs et nuls         | Blancs et nuls | 2 080        | 5,73         | 2 492       | 6,42        |  |
| Exprimés       | Exprimés               | Exprimés       | 34 222       | 94,27        | 36 296      | 93,58       |  |

#### Deuxième circonscription (Aubusson)
| Candidat       | Candidat                | Parti          | Premier tour | Premier tour | Second tour | Second tour |  |
| Candidat       | Candidat                | Parti          | Voix         | %            | Voix        | %           |  |
| -------------- | ----------------------- | -------------- | ------------ | ------------ | ----------- | ----------- |  |
|                | Jean Auclair élu        | diss. RPR      | 10 546       | 28,94        | 23 232      | 60,95       |  |
|                | Thierry Ratelade        | RPR (UPF)      | 9 471        | 25,99        | Retrait     | Retrait     |  |
|                | Gaston Rimareix sortant | PS (ADFP)      | 8 971        | 24,62        | 14 883      | 39,05       |  |
|                | Alain Teissèdre         | PCF            | 2 648        | 7,27         |             |             |  |
|                | Max Roux                | FN             | 1 777        | 4,88         |             |             |  |
|                | Jean-Bernard Damiens    | Les Verts (EÉ) | 1 416        | 3,89         |             |             |  |
|                | Bernard Defaix          | Extrême gauche | 949          | 2,6          |             |             |  |
|                | Marie-Hélène Delecroix  | LT-LNÉ         | 659          | 1,81         |             |             |  |
|                | Bernard Denizart        | Divers         | 0            | 0            |             |             |  |
|                |                         |                |              |              |             |             |  |
| Inscrits       | Inscrits                | Inscrits       | 53 948       | 100,00       | 53 944      | 100,00      |  |
| Abstentions    | Abstentions             | Abstentions    | 15 409       | 28,56        | 13 405      | 24,85       |  |
| Votants        | Votants                 | Votants        | 38 539       | 71,44        | 40 539      | 75,15       |  |
| Blancs et nuls | Blancs et nuls          | Blancs et nuls | 2 102        | 5,45         | 2 424       | 5,98        |  |
| Exprimés       | Exprimés                | Exprimés       | 36 437       | 94,55        | 38 115      | 94,02       |  |